# Tachina intricata
Tachina intricata är en tvåvingeart som beskrevs av Johann Wilhelm Meigen 1830. Tachina intricata ingår i släktet Tachina och familjen parasitflugor.
Artens utbredningsområde är Tyskland. Inga underarter finns listade i Catalogue of Life.